# Semnopithecus schistaceus
Semnopithecus schistaceus là một loài động vật có vú trong họ Cercopithecidae, bộ Linh trưởng. Loài này được Hodgson mô tả năm 1840.

## Hình ảnh